# Vítor Ferreira
Vítor Machado Ferreira (Faro, 13 de febrero de 2000), conocido deportivamente como Vitinha, es un futbolista portugués. Juega de centrocampista y su equipo es el Paris Saint-Germain F. C. de la Ligue 1 de Francia.

## Trayectoria
Formado en las inferiores del Porto, Vitinha debutó con el Porto B el 11 de agosto de 2019 contra el Sporting Covilhã en la Segunda División de Portugal. Debutó con el primer equipo del club al año siguiente, el 28 de enero contra el Gil Vicente como sustituto de Wilson Manafá. Jugó ocho encuentros con el Porto esa temporada, en que el club se coronó campeón de la liga y la copa.
El 9 de septiembre de 2020 fue cedido por toda la temporada al Wolverhampton Wanderers de la Premier League con opción de compra. Debutó con los Wolves el 14 de septiembre contra el Sheffield United en la Premier League.
El conjunto inglés decidió no ejercer la opción de compra y volvió a Oporto, donde estuvo un año más antes de ser traspasado el 30 de junio de 2022 al Paris Saint-Germain F. C. a cambio de 41,525 millones de euros. Firmó con su nuevo equipo hasta junio de 2027.

## Selección nacional
Tras haber jugado en varias categorías inferiores de la selección portuguesa, fue nombrado capitán de la sub-19 en el Campeonato de Europa sub-19 de la UEFA 2019 en Armenia, jugando los cinco partidos, marcando dos goles y dando una asistencia en el subcampeonato del equipo ante la selección española. Fue incluido en la selección sub-21 para el Campeonato de Europa Sub-21 de la UEFA 2021. Fue convocado para el equipo del torneo, ya que Portugal acabó subcampeona tras perder en la final por 1-0 ante Alemania, el 6 de junio de 2021.
El 21 de marzo de 2022 fue convocado por primera vez con la selección absoluta de Portugal para el playoff de clasificación para el Mundial 2022 como reemplazo de Rúben Neves. Debutó ocho días después en el encuentro ante Macedonia del Norte que clasificó a Portugal para dicho torneo.
En octubre fue incluido en la lista preliminar de 55 jugadores de la selección para la Copa Mundial de la FIFA 2022 en Catar, siendo incluidos en la lista definitiva de 26 convocados para el torneo. Solo fue titular en la derrota por 2-1 ante Corea del Sur en el último partido de Portugal en la fase de grupos, y apareció desde el banquillo en dos partidos de la fase eliminatoria, de la que fueron eliminados en cuartos de final.
El 21 de mayo de 2024 fue seleccionado en la convocatoria de 26 jugadores para la Eurocopa 2024. En el partido inaugural contra la República Checa, el 18 de junio, tras ir perdiendo por un gol, creó el gol en propia meta de Robin Hranáč, tras un centro a Nuno Mendes en el segundo palo, en la remontada de Portugal por 2-1, siendo galardonado como mejor jugador del partido. Sus actuaciones le valieron un puesto en el once titular, a pesar de la competencia de sus compañeros Bernardo Silva y Bruno Fernandes, lo que le llevó a ser titular en la victoria por 3-0 de Portugal contra la Turquía el 22 de junio, ayudando a su país a conseguir la clasificación para la fase eliminatoria. Realizó su tercera aparición del torneo en el partido de octavos de final contra Eslovenia y jugó 65 minutos antes de ser sustituido por Diogo Jota en un encuentro que Portugal ganó por 3-0 desde los once metros. Portugal fue eliminada en cuartos de final ante Francia tras perder 5-3 en otra tanda de penaltis.

### Participaciones en Copas del Mundo
| Mundial      | Sede  | Resultado        | Partidos | Goles |
| ------------ | ----- | ---------------- | -------- | ----- |
| Mundial 2022 | Catar | Cuartos de final | 3        | 0     |

### Participaciones en Eurocopas
| Copa          | Sede     | Resultado        | Partidos | Goles |
| ------------- | -------- | ---------------- | -------- | ----- |
| Eurocopa 2024 | Alemania | Cuartos de final | 4        | 0     |

## Estadísticas

### Clubes
Actualizado al último partido disputado el 17 de agosto de 2025.
| Club                                     | Div.          | Temporada     | Liga  | Liga  | Copas nacionales | Copas nacionales | Copas internacionales | Copas internacionales | Total | Total |
| Club                                     | Div.          | Temporada     | Part. | Goles | Part.            | Goles            | Part.                 | Goles                 | Part. | Goles |
| ---------------------------------------- | ------------- | ------------- | ----- | ----- | ---------------- | ---------------- | --------------------- | --------------------- | ----- | ----- |
| F. C. Porto "B" Portugal                 | 2.ª           | 2019-20       | 14    | 8     | ―                | ―                | ―                     | ―                     | 14    | 8     |
| F. C. Porto "B" Portugal                 | Total club    | Total club    | 14    | 8     | 0                | 0                | 0                     | 0                     | 14    | 8     |
| F. C. Porto Portugal                     | 1.ª           | 2019-20       | 8     | 0     | 4                | 0                | 0                     | 0                     | 12    | 0     |
| Wolverhampton Wanderers F. C. Inglaterra | 1.ª           | 2020-21       | 19    | 0     | 3                | 1                | ―                     | ―                     | 22    | 1     |
| Wolverhampton Wanderers F. C. Inglaterra | Total club    | Total club    | 19    | 0     | 3                | 1                | 0                     | 0                     | 22    | 1     |
| F. C. Porto Portugal                     | 1.ª           | 2021-22       | 30    | 2     | 7                | 2                | 10                    | 0                     | 47    | 4     |
| F. C. Porto Portugal                     | Total club    | Total club    | 38    | 2     | 11               | 2                | 10                    | 0                     | 59    | 4     |
| Paris Saint-Germain F. C. Francia        | 1.ª           | 2022-23       | 36    | 2     | 4                | 0                | 8                     | 0                     | 48    | 2     |
| Paris Saint-Germain F. C. Francia        | 1.ª           | 2023-24       | 28    | 7     | 6                | 0                | 12                    | 2                     | 46    | 9     |
| Paris Saint-Germain F. C. Francia        | 1.ª           | 2024-25       | 29    | 5     | 6                | 0                | 24                    | 3                     | 59    | 8     |
| Paris Saint-Germain F. C. Francia        | 1.ª           | 2025-26       | 1     | 1     | 0                | 0                | 1                     | 0                     | 2     | 1     |
| Paris Saint-Germain F. C. Francia        | Total club    | Total club    | 94    | 15    | 16               | 0                | 45                    | 5                     | 155   | 20    |
| Total carrera                            | Total carrera | Total carrera | 165   | 25    | 30               | 3                | 55                    | 5                     | 250   | 33    |
| 1. 2.                                    |               |               |       |       |                  |                  |                       |                       |       |       |

## Palmarés

### Títulos nacionales
| Título               | Club                      | País     | Año     |
| -------------------- | ------------------------- | -------- | ------- |
| Primeira Liga        | F. C. Porto               | Portugal | 2019-20 |
| Copa de Portugal     | F. C. Porto               | Portugal | 2019-20 |
| Primeira Liga        | F. C. Porto               | Portugal | 2021-22 |
| Copa de Portugal     | F. C. Porto               | Portugal | 2021-22 |
| Supercopa de Francia | París Saint-Germain F. C. | Francia  | 2022    |
| Ligue 1              | París Saint-Germain F. C. | Francia  | 2022-23 |
| Supercopa de Francia | París Saint-Germain F. C. | Francia  | 2023    |
| Ligue 1              | París Saint-Germain F. C. | Francia  | 2023-24 |
| Copa de Francia      | París Saint-Germain F. C. | Francia  | 2023-24 |
| Supercopa de Francia | París Saint-Germain F. C. | Francia  | 2024    |
| Ligue 1              | París Saint-Germain F. C. | Francia  | 2024-25 |
| Copa de Francia      | París Saint-Germain F. C. | Francia  | 2024-25 |

### Títulos internacionales
| Título                       | Club (*)                  | Sede     | Año     |
| ---------------------------- | ------------------------- | -------- | ------- |
| Liga de Campeones de la UEFA | Paris Saint-Germain F. C. | Múnich   | 2024-25 |
| Liga de Naciones de la UEFA  | Selección de Portugal     | Alemania | 2024-25 |
| Supercopa de la UEFA         | Paris Saint-Germain F. C. | Údine    | 2025    |

(*) Incluyendo la selección.

### Distinciones individuales
| Distinción                                           | Año  |
| ---------------------------------------------------- | ---- |
| Equipo ideal de la Copa Mundial de Clubes de la FIFA | 2025 |